# HD 1461
HD 1461 es una estrella de secuencia principal de la clase G0V un poco más masiva que el Sol (G2V), situado a unos 76 años luz de distancia en la constelación de estrellas de Cetus. A partir de diciembre de 2009, HD 1461 es la mayor estrella de secuencia principal con una posible supertierra a su alrededor.

## Sistema planetario
El 14 de diciembre de 2009, los científicos anunciaron el descubrimiento de al menos un planeta en órbita alrededor de HD 1461.
| Acompañante (En orden desde la estrella) | Masa (MJ)  | Período orbital (días) | Semieje mayor (UA) | Excentricidad |
| ---------------------------------------- | ---------- | ---------------------- | ------------------ | ------------- |
| b                                        | ≥ 8.1±0.7  | 5.7722±0.0011          | 0.063434±0.000008  | 0.04±0.01     |
| c (inconfirmado)                         | ≥ 22.9±9.8 | 454±4                  | 1.165±0.008        | 0.74±0.13}    |
| d (inconfirmado)                         | ≥ 97±1161  | 5000±90000             | 5±18               | 0.16±0.29     |